# Rudolfiiinum
Rudolfiiinum bylo třináctičlenné pěvecké uskupení z Českých Budějovic, které vzniklo na podzim roku 2008. Čítalo šest chlapců a sedm dívek ve věku kolem dvaceti let, které spojovala aktivní záliba ve vícehlasém zpěvu. Všichni členové Rudolfiiina byli bývalí nebo současní studenti Gymnázia Jana Valeriána Jirsíka, kde se dříve potkávali ve školním smíšeném sboru Mendík. Uskupení ukončilo činnost 27.3. 2015 posledním koncertem v Českých Budějovicích.

## Repertoár
Repertoár seskupení by se dal jedním slovem označit jako pestrý: od lidové hudby, přes Jaroslava Ježka až po Norah Jonesovou. Hlasové party skladeb většinou pro potřeby Rudolfiiina upravuje Marie Bauerová, čímž ale zdaleka nebývá dána výsledná podoba skladby tak, jak později zazní na vystoupení. Během zkoušek totiž písně obvykle získávají ještě další nehudební složky, často komického, ale třeba i tanečního nebo jiným způsobem pohybového charakteru. S nastudováním nové písně se zpravidla začíná v momentě, kdy se členové ve větším počtu shodnou na tom, že nějakou konkrétní píseň chtějí zpívat.

## Činnost
Rudolfiiinum vystupovalo u příležitostí vernisáží, na firemních akcích či jako hudební doprovod besed se známými osobnostmi. Zkušenosti mělo ale i se zpíváním na podporu dobrovolnictví v Českých Budějovicích nebo s účastí na nejrůznějších hudebních přehlídkách a festivalech.